# Ponteix
Ponteix est un village au sud-ouest de la Saskatchewan au Canada. Il est situé à 86 km au sud-est de Swift Current. Selon le recensement de 2006, Il y a à Ponteix 150 résidents dont 100 amérindiens
Ponteix fut le site de la découverte d’un Plesiosauroidea au début des années 1990. Une statue située au sud du village le commémore. Un résident notable est Mark Lamb, un ancien joueur de hockey et par la suite fut assistant coach pour les Stars de Dallas.

## Histoire
En 1908, un prêtre venu de France, l'abbé Royer, établit une paroisse et un hameau appelé Notre Dame d’Auvergne. Cinq ans plus tard, le village déménage plus au sud lorsque le Canadien pacifique établit un chemin de fer. Après ce déménagement, la localité est rebaptisée Ponteix selon le nom de la paroisse du prêtre en France.
Ponteix est en effet un village de l'actuelle commune d'Aydat, et dont le nom est la francisation de l'occitan Pontés.

## Démographie
| 2001 | 2006 | 2011 | 2016 |
| ---- | ---- | ---- | ---- |
| 550  | 531  | 605  | 563  |

## Référence
- (en) Cet article est partiellement ou en totalité issu de l’article de Wikipédia en anglais intitulé « Ponteix, Saskatchewan » (voir la liste des auteurs).

1. ↑  (oc) Laurenç Revèst, « Diaspòra occitana en l’oèst canadian (1): traças en Saskatchewan », Jornalet, Barcelone, Associacion entara Difusion d'Occitània en Catalonha (ADÒC),‎ 17 septembre 2020 (ISSN 2385-4510, OCLC 1090728591, lire en ligne)
2. ↑  « Statistique Canada - Profils des communautés de 2006 -   Ponteix » (consulté le 31 mai 2020)
3. ↑  « Statistique Canada - Profils des communautés de 2016 -   Ponteix » (consulté le 31 mai 2020)

- Communauté de Ponteix
- Communautés francophones de la Saskatchewan